# Extended memory
Extended memory is bij de 80286-processor van Intel de benaming van het geheugen voorbij de grens van 1 MiB.
In de real mode werkt de processor als een 8086, met een adresruimte van 20 bits, waardoor van het extended geheugen slechts een klein deel toegankelijk is. In protected mode is er geen probleem, maar er was bij de lancering van de processor geen besturingssysteem dat met protected mode kon omgaan.
Er waren verschillende manieren om dit geheugen toch toegankelijk te maken. Het kon met de niet-gedocumenteerde en zeer gecompliceerde instructie LOADALL. Een andere methode was om te schakelen naar protected mode en vervolgens een reset te forceren om terug te keren naar real mode. Beide manieren waren zeer tijdrovend.
Het gebruik van expanded memory was eenvoudiger.
Met de 80386 ontstond de mogelijkheid adresregisters van 32 bits te gebruiken, waardoor het extended memory zonder probleem toegankelijk was. Moderne besturingssystemen werken in protected mode, waardoor er ook geen probleem is.